# Mas Joan (Sant Julià de Vilatorta)
Mas Joan és una masia del municipi de Sant Julià de Vilatorta (Osona) inclosa a l'Inventari del Patrimoni Arquitectònic de Catalunya.

## Descripció

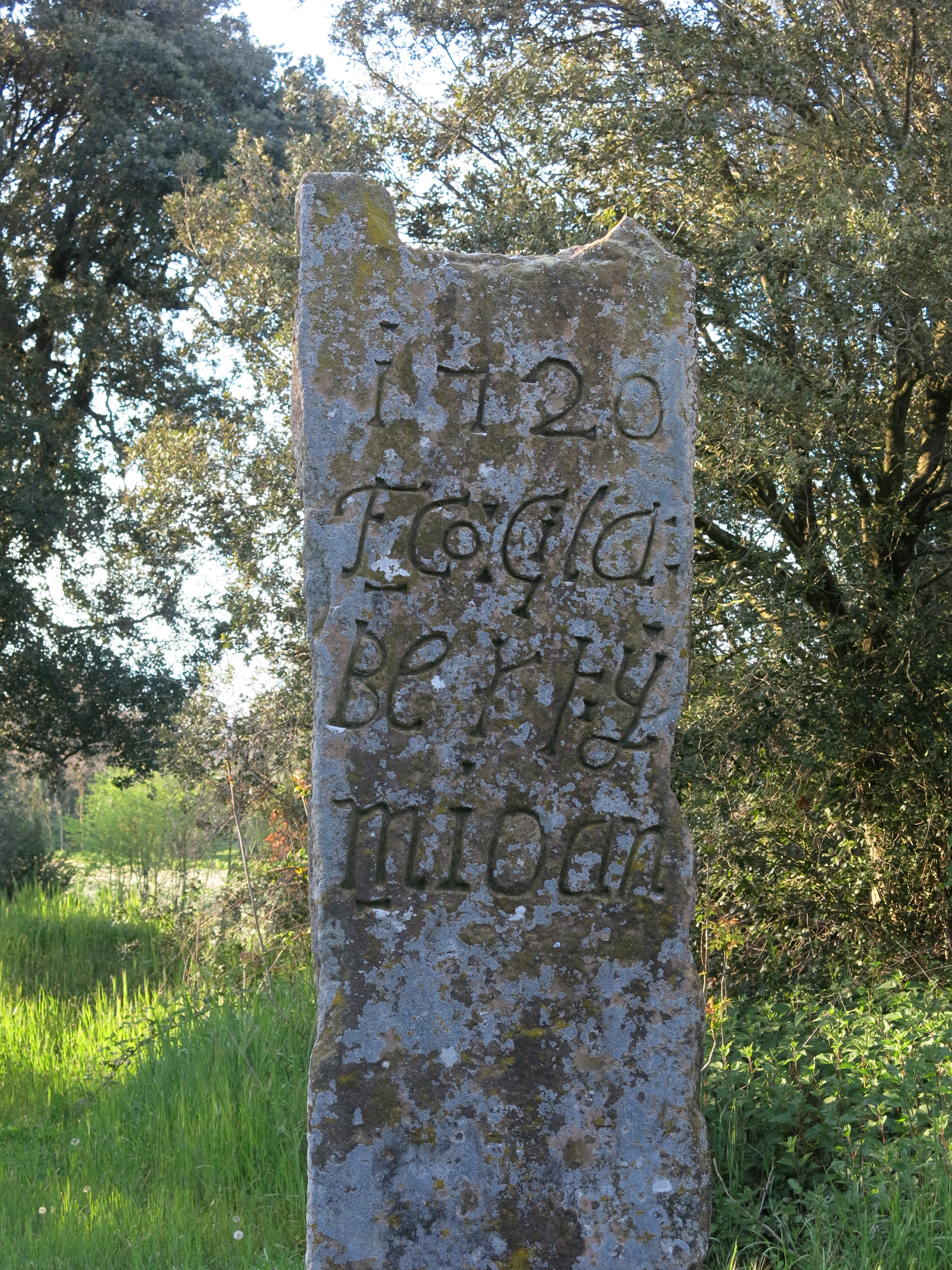
Pilar al jardí amb la data de 1720 i la inscripció Fco. Gila / bert y / M Ioan

Es tracta d'un edifici civil, una masia de planta més o menys quadrada, amb coberta a dues aigües i el carener paral·lel a la façana, situada a migdia. Consta de planta baixa, pis i golfes. Es troba assentada damunt la roca viva, sobre el pendent est/oest. La façana presenta dos portals rectangulars a la planta, dos balcons i una finestra al primer pis, i un rellotge de sol. A les golfes s'obre una finestra amb inflexió gòtica. A llevant és on s'observen millor les etapes constructives, presenta poques obertures i estan distribuïdes de manera asimètrica. A tramuntana hi ha petites obertures i el femer adossat. A ponent s'obre un porxo amb quatre arcs de totxo i una finestra amb ampit. A migdia hi ha una antiga cabana amb llinda datada, reformada i convertida en habitatge. A la part de ponent hi ha un mur de paret seca amb pilars cada 3 metres que tanca l'antic hort. Al voltant del mur hi ha 30 pilars destinats a enfilar parres que arriben fins al pou. L'estat de conservació és bo, ja que s'ha restaurat.

## Història
S'hi observen diferents etapes constructives, com ho demostren les dates que conserva l'edificació:
- En un pilar: 1720 / Fco. Gila / bert y / M Ioan[1]
- Al coll del pou: 1740[1]
- A la llinda del balcó: 17 IHS 76[1]
- A la llinda de roure del cobert: 1796[1]

No apareix ni als fogatges del segle xvi ni al Nomenclàtor de la província de Barcelona del segle xix.